# Obština Kočerinovo
Obština Kočerinovo (bulharsky Община Кочериново) je bulharská jednotka územní samosprávy v Kjustendilské oblasti. Leží v západním Bulharsku v údolích Strumy a jejích přítoků mezi pohořími Vlachina (na západě) a Rila (na východě). Správním střediskem je město Kočerinovo, kromě něj zahrnuje obština 10 vesnic. Žijí zde zhruba 3 tisíce stálých obyvatel.

## Sídla
- Barakovo[p 1]
- Borovec
- Buranovo[p 1]
- Cărvište
- Dragodan
- Frološ
- Kočerinovo[p 2] (sídlo správy)
- Krumovo
- Mursalevo[p 1]
- Porominovo[p 1]
- Stob[p 1]

## Sousední obštiny
| Růžice kompasu |             | Boboševo           |      | Růžice kompasu |
| Růžice kompasu | Nevestino   | Sever              | Rila | Růžice kompasu |
| Růžice kompasu | Nevestino   | Obština Kočerinovo | Rila | Růžice kompasu |
| Růžice kompasu | Nevestino   | Jih                | Rila | Růžice kompasu |
| Růžice kompasu | Blagoevgrad |                    |      | Růžice kompasu |

## Obyvatelstvo
V obštině žije 3 261 stálých obyvatel a včetně přechodně hlášených obyvatel 3 787. Podle sčítáni 1. února 2011 bylo národnostní složení následující:
- Bulhaři: 4 991 (97.6 %)
- Romové: 105 (2.1 %)
- Turci: 2 (0.0 %)
- ostatní: 17 (0.3 %)